# منتخب إثيوبيا تحت 16 سنة لكرة السلة للرجال
منتخب إثيوبيا تحت 16 سنة لكرة السلة للرجال هو ممثل إثيوبيا الرسمي في المنافسات الدولية في كرة السلة تحت 16 سنة.